# Louie Espinoza
Louie Espinoza est un boxeur mexicano-américain né le 12 mai 1962 à Winkelman, Arizona.

## Carrière
Champion du monde des poids super-coqs WBA en 1987, il devient l'année suivante champion d'Amérique du Nord NABF des poids plumes puis champion du monde WBO de la catégorie le 11 novembre 1989 après sa victoire au 7e round contre Maurizio Stecca. Espinoza perd sa ceinture dès le combat suivant face à Jorge Páez le 7 avril 1990 et met un terme à sa carrière en 1997 sur un bilan de 52 victoires, 12 défaites et 2 matchs nuls.